# 褚传禹
褚传禹（1919年—1999年），男，山东临淄人，中华人民共和国政治人物，曾任湖北省人大常委会副主任，第四、五届全国人大代表。